# Lucanus ogakii
Lucanus ogakii là một loài bọ cánh cứng trong họ Lucanidae. Loài này được Imanishi mô tả khoa học năm 1990.